# El eclipse de los sátiros
El eclipse de los sátiros es una novela policiaca costarricense escrita por el abogado y periodista Enrique Villalobos Quirós, segunda de la serie del detective Manuel Quirós. La novela toca el tema del abuso sexual infantil, el incesto y la pedofilia como parte de una trama de investigación de un homicidio. 

## Argumento
Una serie de asesinatos se suscitan en San José, Costa Rica, cuatro extranjeros de diferentes orígenes son encontrados drogados, atados a las camas de moteles con el pene cercenado. El jefe de la sección de homicidios del Organismo de Investigación Judicial, Justo Pastor Oconitrillo comienza la investigación hasta que la tensión del caso le provoca una hemorragia en su úlcera. Tras incapacitarse por salud, el subjefe asume su cargo, y a la vez, un magistrado solicita al detective privado Manuel Quirós -su amigo- que asuma el cargo de subjefe interino y se avoque exclusivamente a la investigación. 
Los sangrientos homicidios se siguen repitiendo hasta que un fallo del asesino serial (una mujer identificada como María Rojas) al no darle suficiente narcótico a su más reciente víctima, esta se despierta y al luchar por su vida alerta a las personas del hotel y la asesina debió escapar de forma descuidada. 
Las pesquisas prosiguen y cuando finalmente Quirós descubre accidentalmente una caja que solía contener alimento para tortugas en el vehículo abandonado de una de las víctimas, se descubre que la autora de los asesinatos es Marta Víquez, una mujer de 25 años dueña de un acuario quien, siendo una niña, fue violada y abusada sexualmente por su padrastro; un extranjero.
- Datos: Q5824831